# I Never Loved You Anyway
«I Never Loved You Anyway» es el segundo sencillo del álbum Talk On Corners, de la banda irlandesa The Corrs, editado en 1997. El tema fue escrito por The Corrs y Carole Bayer Sager. 
En las listas de éxitos ocupó el puesto #1 en Irlanda, #6 en MTV Asia Hitlist, #31 en Australia, y #43 en Reino Unido. Es una de las canciones más radiadas y exitosas de la banda, al igual que el álbum Talk On Corners, su mayor éxito en ventas. Existe otra versión, que es la que aparece en Talk On Corners Special Edition. 

## Canciones
1. «I Never Loved You Anyway» – 3:53
2. «What I Know» – 3:48
3. «I Never Loved You Anyway» (acústica) – 3:20